# 64-я гвардейская стрелковая дивизия
64-я гвардейская стрелковая Красносельская Краснознамённая дивизия — воинское соединение РККА, принимавшее участие в Великой Отечественной войне в составе 6-й гвардейской армии, 8-й армии, 2-й Ударной армии, 21-й армии, 42-й армии,
67-й армии.

## История
64-я гвардейская стрелковая дивизия образована приказом Народного комиссара обороны СССР от 19 января 1943 года путём присвоения гвардейского звания 327-й стрелковой дивизии.
После Великой Отечественной войны дивизия была передислоцирована в Ленинградский военный округ. С 25 июня 1957 года дивизия преобразована в 64-ю гвардейскую мотострелковую дивизию. Входила в состав 30-го армейского корпуса. Управление дивизии — пос. Сапёрное (Ленинградская область).

## Награды и почётные наименования
- «Гвардейская» — почётное звание присвоено приказом Народного комиссара обороны СССР от 19 января 1943 года за проявленную отвагу в боях за Отечество с немецкими захватчиками, за стойкость, мужество, дисциплину и организованность, за героизм личного состава.
- «Красносельская» — почётное наименование присвоено приказом Верховного Главнокомандующего № 08 от 21 января 1944 года в ознаменование одержанной победы и отличие в боях за освобождение г.Красное Село.
- орден Красного Знамени — награждена Указом Президиума Верховного совета СССР от 22 марта 1944 года за образцовое выполнение боевых заданий командования на фронте борьбы с немецкими захватчиками, (форсирование реки Нарва и захват плацдарма на левом берегу в феврале месяце 1944 года,) и проявленные при этом доблесть и мужество.[1]

Награды частей дивизии:
- 191-й гвардейский стрелковый Таллинский[2] полк
- 194-й гвардейский стрелковый ордена Александра Невского[3] полк
- 197-й гвардейский стрелковый ордена Кутузова полк
- 134-й гвардейский артиллерийский Таллинский[2] полк

## Состав
Новая нумерация частям дивизии присвоена 12 февраля 1943 года.
- управление
- 191-й гвардейский стрелковый полк
- 194-й гвардейский стрелковый полк
- 197-й гвардейский стрелковый полк
- 134-й гвардейский артиллерийский полк
- 70-й отдельный гвардейский истребительно-противотанковый дивизион
- 80-я отдельная гвардейская зенитная батарея (до 1 марта 1943 года)
- 65-я отдельная гвардейская разведывательная рота
- 75-й отдельный гвардейский сапёрный батальон
- 94-й отдельный гвардейский батальон связи
- 574-й (68-й) отдельный медико-санитарный батальон
- 69-я отдельная гвардейская рота химической защиты
- 644-я (66-я) автотранспортная рота
- 649-я (62-я) полевая хлебопекарня
- 657-й (61-й) дивизионный ветеринарный лазарет
- 1410-я полевая почтовая станция
- 968-я полевая касса Государственного банка СССР[4]

- управление
- 194-й гвардейский мотострелковый Таллинский полк (Свободное)
- 197-й гвардейский мотострелковый ордена Кутузова полк (Сапёрное)
- 269-й гвардейский мотострелковый Таллинский полк (Куликово)
- 83-й отдельный танковый батальон (Понтонное)
- 10-й гвардейский Таллинский артиллерийский полк (Куликово)
- 1001-й зенитный артиллерийский полк (Сапёрное)
- 327-й отдельный ракетный дивизион (Сапёрное)
- отдельный противотанковый дивизион (Сапёрное)
- 792-й отдельный разведывательный батальон (Сапёрное)
- 94-й отдельный гвардейский батальон связи (Сапёрное)
- 75-й отдельный гвардейский инженерно-сапёрный батальон (Понтонное)
- 161-й отдельный учебный ремонтно-восстановительный батальон (Сапёрное)
- 68-й отдельный медицинский батальон (Сапёрное)
- 1482-й отдельный батальон материального обеспечения (Сапёрное)
- отдельная рота химзащиты
- ОВКР[5]

## Периоды вхождения в состав Действующей армии
- 19 января 1943 года — 9 мая 1945 года[4]

## Командование

### Командиры
- Поляков, Николай Антонович, гвардии полковник, с 29.01.1943 гвардии генерал-майор, (19.01.1943 — 29.08.1943)
- Трубачев, Василий Алексеевич, гвардии генерал-майор, (30.08.1943 — 10.12.1943)
- Романцов, Иван Данилович, гвардии генерал-майор, (11.12.1943 — 21.12.1944)
- Яиров, Валентин Михайлович, гвардии полковник, (22.12.1944 — февраль 1946)
- Батлук, Алексей Васильевич, гвардии генерал-майор, (02.1946 — 11.01.1951)
- Савин, Илья Михайлович, гвардии генерал-майор, (11.01.1951 — февраль 1952)
- Яковлев, Леонид Васильевич, гвардии генерал-майор, (12.1953 — 04.1955)
- Соколов, Анатолий Васильевич, гвардии полковник, (05.05.1955 — 03.09.1958)
- Шумейко, Иван Яковлевич, гвардии полковник, с 7.05.1960 гвардии генерал-майор, (29.11.1958 — 08.04.1961)
- Колодяжный, Иван Калистратович, гвардии полковник, с 13.04.1964 гвардии генерал-майор, (25.05.1961 — 24.05.1965)
- Соловьёв, Владимир Георгиевич, гвардии полковник, с 23.02.1967 гвардии генерал-майор, (24.05.1965 — 1970)
- Бибиков, Вячеслав Николаевич, гвардии полковник (начало 1990-х гг.)[6]

### Начальники штаба
- Яиров, Валентин Михайлович (.01.1943 — .12.1944)
- Гордеев, Александр Николаевич, гвардии полковник, (??.12.1948 — 24.02.1950)

## Отличившиеся воины дивизии
- Бастраков, Арсентий Михайлович, гвардии старшина, командир отделения 2-й пулемётной роты 191-го гвардейского стрелкового полка.
- Куликов, Иван Николаевич, гвардии красноармеец, стрелок 191-го гвардейского стрелкового полка.
- Типанов, Александр Фёдорович, гвардии красноармеец, пулемётчик 191-го гвардейского стрелкового полка.